# Dienis Klawier
Dienis Ilicz Klawier (ros. Денис Ильич Клявер; ur. 6 kwietnia 1975 w Leningradzie) – rosyjski piosenkarz, kompozytor i aktor, były wokalista zespołu Czaj Wdwojom.

## Życiorys

### Wczesne lata
Jest synem Ilii Lwowicza (1947–2012) i Iriny Wiktorownej Olejnikowej. W dzieciństwie wykazywał zainteresowanie muzyką. Uczył się w szkole podstawowej nr. 310 w Petersburgu. W 1996 ukończył Szkołę Muzyczną im. Modesta Musorgskiego w klasie trąbki. W trakcie odbywania służby wojskowej grał w orkiestrze marynarki wojennej.

### Kariera

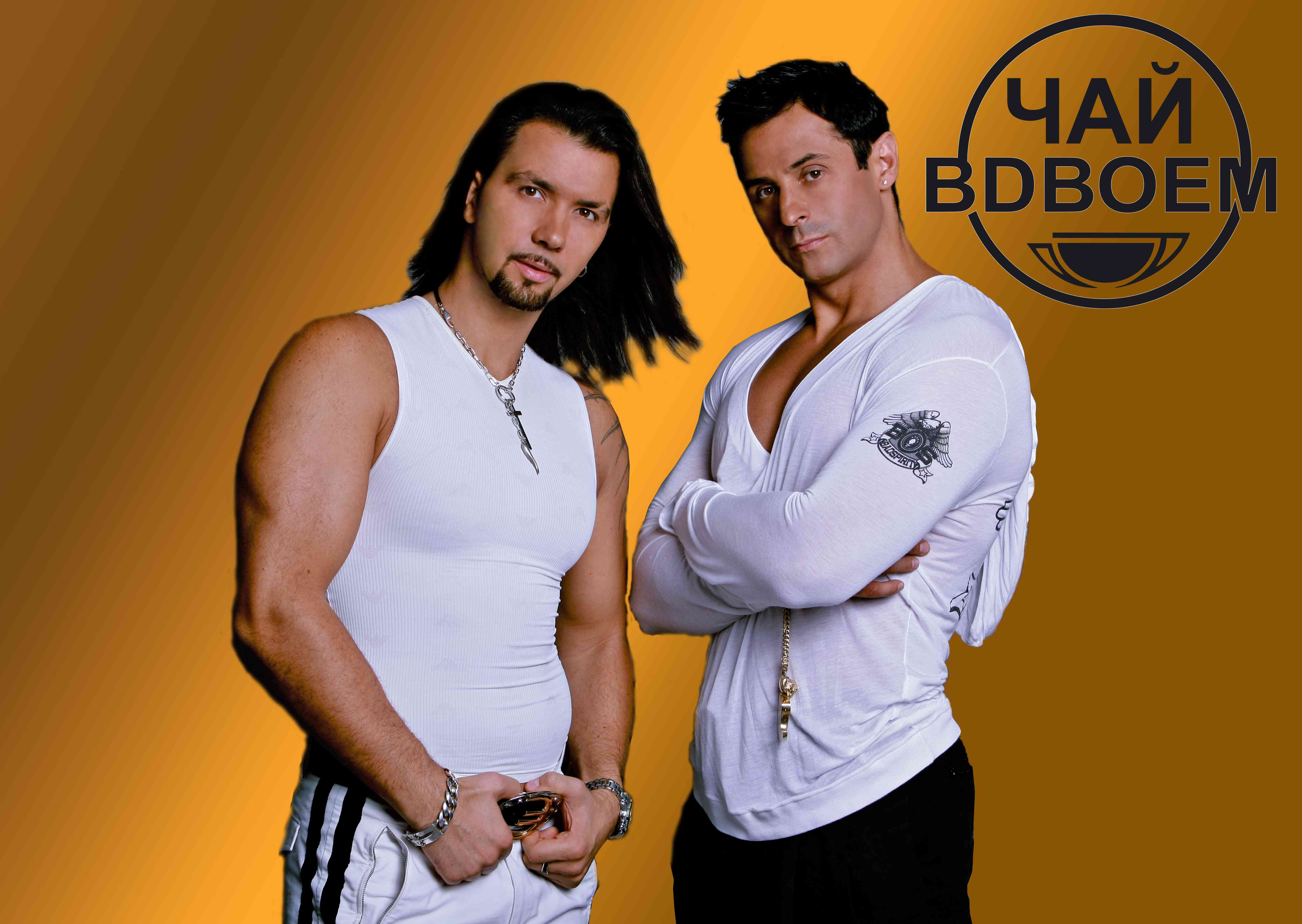
Dienis Klawier i Stanisław Kostiuszkin, duet Czaj Wdwojom

W latach 90. pracował w teatrze dziecięcym „Zazerkalie”, gdzie poznał Stanisława Kostiuszkina, z którym zaczął współpracować jako duet Czaj Wdwojom. Ich pierwszy wspólny koncert odbył się 20 grudnia 1994 w Leningradzkim Pałacu Młodzieży, gdzie uświetnili przyjęcie z okazji rozpoczęcia działalności lokalnego oddziału radia Europa Plus. W ciągu kolejnych miesięcy brali udział w wielu konkursach muzycznych. Wydali wspólnie dziesięć albumów studyjnych: Ja nie zabudu... (1997), Poputczica (1998), Radi tiebia (1999), Nierodnaja (2000), Laskowaja moja... (2002), 10 tysiach slow o lubwi (2005), Wieczernieje czajepitije (2005), Utrennieje czajepitije (2005), Prosti... (2006) i Biełoje płatje. W 2007 wzięli udział w programie Cirk zo zwiozdami, będącym rosyjską wersją formatu Celebrity Circus, w Polsce znanym jako Gwiezdny cyrk. W 2012 zakończyli współpracę.
W 2013 wydał swój debiutancki solowy album studyjny, zatytułowany Nie takaja kak chce. Za tytułowy singiel z płyty otrzymał Złoty Gramofon w 2013. Rok później otrzymał statuetkę za singiel „Strannyj son”. W 2014 brał udział w drugiej edycji programu Odin w odin!, będący rosyjską wersją formatu Tu cara me suena. 4 marca 2016 wydał drugi solowy album studyjny, zatytułowany Lubow żywiot z goda...?, która była promowana przez single: „Strannyj son”, „Ja za tiebia modlus” (duet z Irine Nelson) i „Ja obiazatielno wiernus”. W 2016 wydał singiel „Priwuczka”, który nagrał w duecie z Anną Siemienowicz.

## Życie prywatne
W 1995 wziął ślub z tancerką Eleną Szestanową, z którą rozwiódł się w 2001. W tym samym roku ożenił się z tancerką o imieniu Julia, z którą rozwiódł się w 2010. Ma z nią syna Timofieja. 29 czerwca 2010 wziął kolejny ślub, a jego trzecią żoną została prawniczka Irina Fiodorowna, z którą ma syna Danieła (ur. 24 września 2013).

## Dyskografia

### Albumy studyjne

#### Solowe
- Nie takaja kak chce (2013)
- Lubow żywiot z goda...? (2016)

#### Wydane z Czaj Wdwojom
- Ja nie zabudu... (1997)
- Poputczica (1998)
- Radi tiebia (1999)
- Nierodnaja (2000)
- Laskowaja moja... (2002)
- 10 tysiach slow o lubwi (2005)
- Wieczernieje czajepitije (2005)
- Utrennieje czajepitije (2005)
- Prosti... (2006)
- Biełoje płatje (2012)